# Альбарето
Альбаре́то (итал. Albareto, эмил.-ром. Albarèin) — коммуна в Италии, в регионе Эмилия-Романья, подчиняется административному центру Парма.
Население составляет 2241 человек (2008 г.), плотность населения — 22 чел./км². Занимает площадь 104 км². Почтовый индекс — 43051. Телефонный код — 0525.
В коммуне 15 августа особо празднуется Успение Пресвятой Богородицы.

## Демография
Динамика населения:

## Администрация коммуны
- Официальный сайт: http://www.comune.albareto.pr.it